# Comté de Perry (Indiana)
Pour les articles homonymes, voir Comté de Perry et Perry.
Le comté de Perry (anglais : Perry County) est un comté de l'État de l'Indiana, aux États-Unis. Il comptait 18 899 habitants en 2000. Son siège est Tell City.